# HD 159868
HD 159868 é uma estrela na constelação de Scorpius. Tem uma magnitude aparente visual igual a 7,24, portanto não é visível a olho nu. Com base em medições de paralaxe, do terceiro lançamento do catálogo Gaia, está localizada a uma distância de 182 anos-luz (56 parsecs) da Terra.
HD 159868 é classificada como uma estrela de classe G da sequência principal com um tipo espectral de G5V, mas suas características físicas como baixa gravidade e alta luminosidade indicam que pode ser uma subgigante. A estrela tem uma massa 13% maior que a massa solar e um raio de 2,1 vezes o raio solar. Está irradiando 3,8 vezes a luminosidade solar de sua fotosfera a uma temperatura efetiva de 5 580 K. Sua metalicidade é aproximadamente igual à solar e sua idade é estimada em 6,3 bilhões de anos.
Em 2007, foi descoberto um planeta extrassolar orbitando HD 159868, detectado pelo Anglo-Australian Planet Search usando o método da velocidade radial. Inicialmente, os dados indicavam uma alta excentricidade orbital de 0,69. Em 2012, com praticamente o dobro do número de dados de velocidade radial, a órbita desse planeta foi revisada e um segundo planeta foi descoberto. Ambos são planetas gigantes com massas mínimas de 2,1 e 0,7 vezes a massa de Júpiter. Seus períodos orbitais são de 1178 e 352 dias e suas órbitas são quase circulares.
| Planeta | Massa           | Semieixo maior (UA) | Período orbital (dias) | Excentricidade |
| ------- | --------------- | ------------------- | ---------------------- | -------------- |
| b       | >2,10 ± 0,11 MJ | 2,25 ± 0,03         | 1178,4 ± 8,8           | 0,01 ± 0,03    |
| c       | >0,73 ± 0,05 MJ | 1,00 ± 0,01         | 352,3 ± 1,3            | 0,15 ± 0,05    |